# Podmieście (województwo dolnośląskie)
Podmieście – osada w Polsce, położona w województwie dolnośląskim, w powiecie górowskim, w gminie Wąsosz.

Wchodzi w skład sołectwa Gola Wąsowska.
Do 2024 r. miejscowość była częścią wsi Gola Wąsoska. W latach 1975–1998 Podmieście należało administracyjnie do województwa leszczyńskiego.